# Де ла Мадре Диос, Альберто

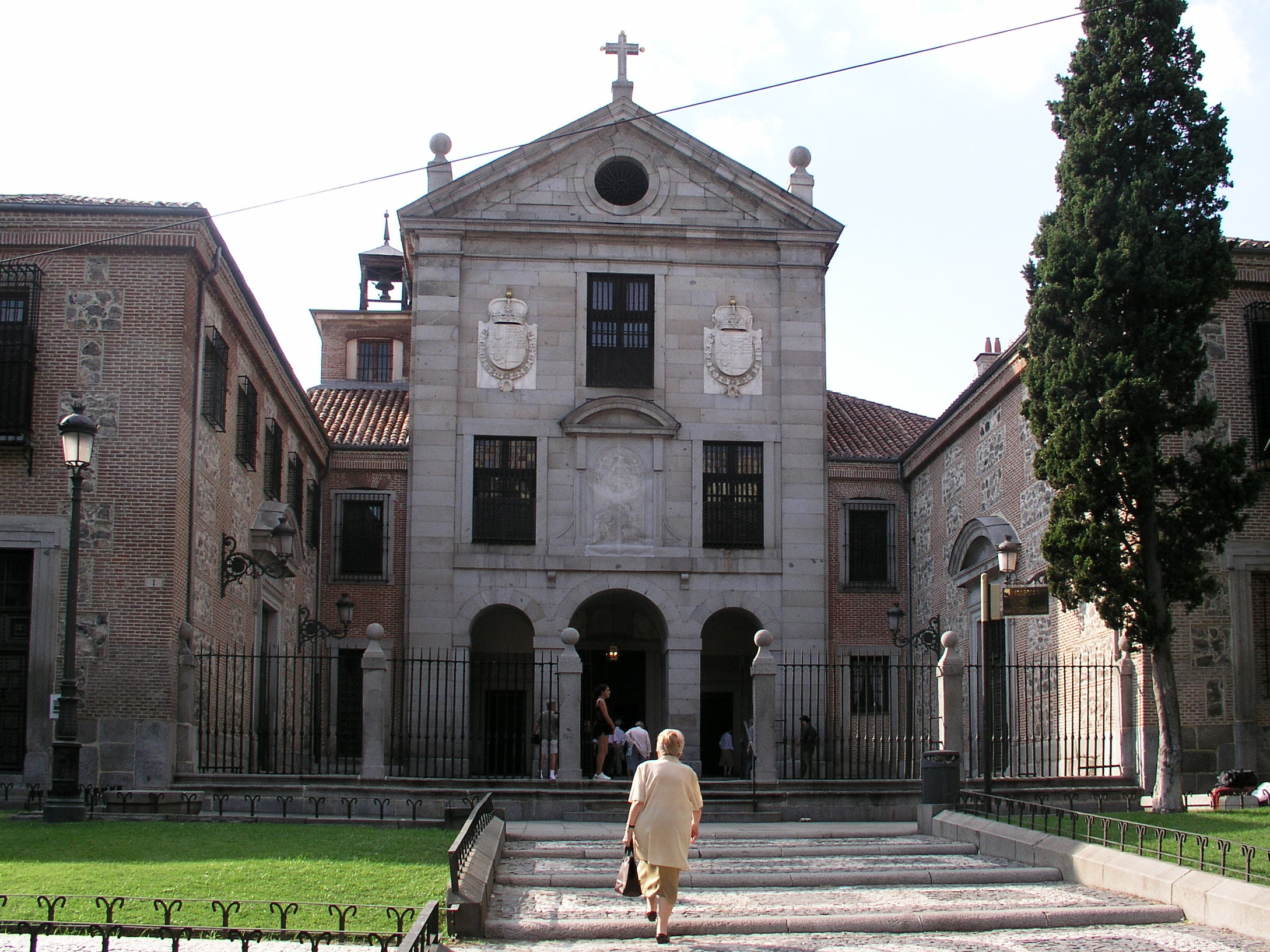
Монастырь Энкарнасьон

Брат Альберто де ла Мадре де Диос (Alberto de la Madre de Dios, 1575, Сантандер, Кантабрия — 27 декабря 1635, Пастрана) — испанский архитектор, сын дворянина Херонимо де ла Пуебла и Исабель де Кос. Принадлежал к ордену кармелитов.
Считавшийся поначалу простым рабочим, благодаря более тщательному изучению исторических документов, он был признан одним из выдающихся испанских архитекторов XVII века и автором первых барочных форм в Кастилии.
В 1606 году, в возрасте 31 года, уже фигурирует как официальный представитель ордена кармелитов на работах по строительству монастыря в Медины-де-Риосеко. Это считается началом его блестящей карьеры. Большая загруженность работой не позволяла архитектору присутствовать на строительстве объектов от начала до конца. Зачастую он ограничивался созданием чертежей, замеров и разметки. Он часто поручал доделывать начатое мастерам, не принадлежавшим к его ордену, но старался наблюдать за ходом работ и консультировал строителей, если это было необходимо.
Начиная с 1610 года престиж брата Альберто значительно возрос, так как орден поручил ему возглавить работы по возведению здания монастыря Энкарнасьон, основанного королевой Маргаритой Австрийской. Фасад монастыря, был охарактеризован Бонетом Коррея, как «самый правильный тип фасада испанской церкви». С максимальной архитектурной простотой брату Альберто удалось создать действительно красивый фасад, который служил образцом для архитекторов по всей Испании на протяжении декад.
Брат Альберто после возведения монастыря Энакорнасьон считается лучшим архитектором своего времени и когда в 1610 году умирает Франсиско де Мора, придворный архитектор, брат Альберто занимает его место и руководит начатыми де Морой проектами. В 1610—1616 годах (когда на посту придворного архитектора его заменил Хуан Гомес де Мора), брат Альберто поражал своей активностью. Он возводил здания в Саламанке, Мадриде, Уседе, Лерме, Бургосе, Алькала-де-Энарес, Уэте, Куэнке, Караваке-де-ла-Крус, Торо, Висо-дель-Маркес, Вальдеморо, Гвадалахаре и других городах.
Брат Альберто умер 27 декабря 1635 года в городе Пастрана в монастыре кармелитов.